# 樊稠
樊 稠（はん ちゅう、? - 195年）は、中国後漢時代末期の武将。涼州の人。韓遂は同郷の友とされるため、金城郡出身の可能性が高いが、郡・県の出身地は不詳。

## 正史の事跡
董卓配下。董卓死後の初平3年（192年）6月、長安を占拠し王允らを粛清した後、李傕らと共謀して献帝を擁立した。同年9月、右将軍・万年侯となる。以後、李傕・郭汜と共に朝政を壟断した。
興平元年（194年）3月、馬騰と韓遂が李傕に背くと、樊稠は郭汜・李利と共にこれを討伐した。まず、馬騰に内応して反乱を起こした中郎将の杜稟や、侍中の馬宇らを槐里に攻め滅ぼし、馬騰・韓遂の連合軍も長平観において撃破した。この時に樊稠は、韓遂を陳倉に追い詰めながらも、同郷の友であることから見逃し、さらに談笑して別れた。この場面を李利が目撃して李傕に密告したため、李傕は樊稠に猜疑心を抱き始めた。同年8月には、馮翊の羌族が反乱したため、樊稠は郭汜と協力して、これを撃ち破った。しかし、まもなく李傕ら指導者間で権力争いが勃発し、興平2年（195年）2月、樊稠は李傕に殺害されてしまった。
なお、樊稠の最期については2説ある。『三国志』董卓伝注に引く『九州春秋』によれば、上記の李利の密告が原因で、内通を疑った李傕に会議の席上で殺されたとある。一方、『後漢書』董卓伝注に引く『献帝紀』によると、李傕は樊稠が勇猛果敢で部下からの人望が厚いことを恐れ、樊稠が酒に酔ったところを、配下の騎都尉であった胡封に暗殺させたという。いずれにしても、西涼軍を撃退できる力量を持った同僚を内紛で葬り去ったことで、李傕はかえって自滅の道を辿ることになった。

## 物語中の樊稠
小説『三国志演義』でも、ほぼ史実同様に描かれているが、その最期については『九州春秋』の説が採用されている。